# Serie GeForce 300
La serie GeForce 300 es una serie de unidades de procesamiento de gráficos basadas en Tesla desarrolladas por Nvidia, lanzadas por primera vez en noviembre de 2009. Sus tarjetas son cambios de marca de las tarjetas de la serie GeForce 200, disponibles solo para OEM. Todas las GPU de la serie son compatibles con Direct3D 10.1, excepto la GT 330 (Direct3D 10.0).

## Historia
El 27 de noviembre de 2009, Nvidia lanzó su primera tarjeta de video de la serie GeForce 300, la GeForce 310. Sin embargo, esta tarjeta es un cambio de marca de uno de los modelos más antiguos de Nvidia (GeForce 210) y no se basa en la nueva arquitectura Fermi.
El 2 de febrero de 2010, Nvidia anunció el lanzamiento de GeForce GT 320, GT 330 y GT 340, disponibles solo para OEM. La Geforce GT 340 es simplemente una GT 240 rebautizada, que comparte exactamente las mismas especificaciones, mientras que la GT 320 y la 330 eran tarjetas más nuevas (aunque todavía basadas en la arquitectura GT200b y G92b de la generación anterior).

## Soporte discontinuado
Nvidia dejó de admitir controladores para la serie GeForce 300 el 1 de abril de 2016.
- Windows XP de 32 bits y Media Center Edition: versión 340.52 lanzada el 29 de julio de 2014; Descargar
- Windows XP de 64 bits: versión 340.52 lanzada el 29 de julio de 2014; Descargar
- Windows Vista, 7, 8, 8.1 de 32 bits: versión 342.01 (WHQL) lanzada el 14 de diciembre de 2016; Descargar
- Windows Vista, 7, 8, 8.1 de 64 bits: versión 342.01 (WHQL) lanzada el 14 de diciembre de 2016; Descargar
- Windows 10, 32 bits: versión 342.01 (WHQL) lanzada el 14 de diciembre de 2016; Descargar
- Windows 10, 64 bits: versión 342.01 (WHQL) lanzada el 14 de diciembre de 2016; Descargar